# Batalhões de Estranhos
Batalhões de Estranhos é o segundo álbum de estúdio da banda brasileira Camisa de Vênus, gravado no primeiro semestre de 1985 nos Estúdios SIGLA e nos Estúdios Intersom, ambos em São Paulo, e lançado em julho do mesmo ano pela gravadora RGE.

## Antecedentes
Três meses após o lançamento do álbum anterior, a banda participou de uma reunião com os diretores da Som Livre na qual se negaram a alterar o nome do grupo, considerado anticomercial pela cúpula da gravadora. Assim, foram expulsos da gravadora e o disco retirado de catálogo. Após esses eventos, a banda resolveu que a melhor estratégia era realizar o máximo de apresentações que conseguissem - rodando o país inteiro - fazendo, então, o caminho inverso: primeiro construir uma base de fãs para, só então, gravar outro disco. Desse modo, mudam-se para São Paulo e passam a fazer shows, especialmente, na região Sul, no estado de São Paulo, e no Rio de Janeiro.

## Gravação e produção
Entre um show e outro, surgiu o interesse da gravadora RGE em gravar um novo álbum e comprar a matriz do primeiro disco e relançá-lo. Desse modo, o disco foi gravado nos Estúdios SIGLA e nos Estúdios Intersom, ambos localizados na cidade de São Paulo.

## Resenha musical
O disco abre com o seu grande sucesso radiofônico "Eu Não Matei Joana D'Arc", no qual o grupo dá ares de ficção e jornalismo popular à história da mártir francesa. Em seguida, vem "Casas Modernas" em que se critica as habitações produzidas em linha, assumindo uma linha ecológica que põe em questão as relações entre a habitação e a vida humana, animal e vegetal. "Lena" é a primeira das duas baladas que aparecem no disco. "Ladrão de Banco" é uma brincadeira com o artista plástico Miguel Cordeiro, que fazia grafites do seu personagem "Faustino" e participou da promoção da banda em Salvador no começo da carreira, com a confecção e distribuição de fanzines. Assim, esta canção baseia-se numa história: Miguel teria roubado um banco de jardim em uma praça de Salvador. "Gotham City" fecha o lado A e é uma regravação de uma música de Jards Macalé, com a qual ele participou do IV Festival Internacional da Canção. A canção é uma previsão sobre o futuro das metrópoles e a versão foi muito elogiada pela crítica, com esta enxergando ecos de The Velvet Underground e Lou Reed.
"Noite e Dia" tem como tema o cotidiano do homem comum que não consegue viver em condições dignas. "Rostos e Aeroportos" é a segunda balada do disco, sendo a canção preferida de Marcelo Nova deste disco. Em seguida, "Hoje" se tornaria uma das canções mais conhecidas do grupo.

## Recepção

### Lançamento
O álbum foi lançado em julho de 1985 pela gravadora RGE.

### Fortuna crítica
| Críticas profissionais  | Críticas profissionais |
| Avaliações da crítica   | Avaliações da crítica  |
| Fonte                   | Avaliação              |
| ----------------------- | ---------------------- |
| Folha de S.Paulo (1985) | Favorável              |
| Zona Punk               | Favorável              |

Após os problemas que a banda enfrentou com a gravadora no primeiro disco, a crítica carioca esfriou em seu tratamento da banda. Em compensação, o sucesso de público que os shows da banda faziam em São Paulo e no sul do país abriram novas portas em São Paulo. Desse modo, Paulo Klein, na Folha de S.Paulo, foi um dos poucos críticos que resolveram resenhar o lançamento do segundo disco do grupo. E ele o fez de modo extremamente elogioso, ressaltando as diferenças entre o rock cru e pesado que o Camisa fazia e o "rock morno, mesclado com reggae e baladas" que fazia sucesso no Rio. O crítico elogia, também, os temas tratados nas canções do grupo.Wladimyr Cruz, escrevendo para a página Zona Punk, exalta a maior diversidade do disco em relação ao seu antecessor: "aqui o Camisa já se aventurava em fazer algumas baladas, músicas melancólicas que permearam todo o trabalho da banda, aparecendo as vezes aqui e acolá". Apesar disso, dá destaque às canções mais "punk" e de letras mais ácidas e controversas.

### Relançamentos
O disco foi relançado pela própria RGE em CD no ano de 1995.

## Faixas
| Lado A |                            |                                             |         |  |
| N.º    | Título                     | Compositor(es)                              | Duração |  |
| 1.     | "Eu Não Matei Joana D'Arc" | Gustavo Mullem / Marcelo Nova               | 3:44    |  |
| 2.     | "Casas Modernas"           | Gustavo Mullem / Marcelo Nova               | 2:36    |  |
| 3.     | "Lena"                     | Karl Hummel / Marcelo Nova                  | 4:51    |  |
| 4.     | "Ladrão de Banco"          | Karl Hummel / Gustavo Mullem / Marcelo Nova | 3:34    |  |
| 5.     | "Gotham City"              | José Carlos Capinam / Jards Macalé          | 3:32    |  |

| Lado B         |                                          |                               |         |  |
| N.º            | Título                                   | Compositor(es)                | Duração |  |
| 1.             | "Noite e Dia"                            | Karl Hummel / Marcelo Nova    | 2:44    |  |
| 2.             | "Crime Perfeito"                         | Karl Hummel / Marcelo Nova    | 3:15    |  |
| 3.             | "Rosto e Aeroportos"                     | Gustavo Mullem / Marcelo Nova | 3:52    |  |
| 4.             | "Hoje"                                   | Karl Hummel / Marcelo Nova    | 3:42    |  |
| 5.             | "Cidade Fantasma"                        | Karl Hummel / Marcelo Nova    | 3:09    |  |
| 6.             | "Batalhões de Estranhos"                 | Karl Hummel / Marcelo Nova    | 2:26    |  |
| 7.             | "Coiote no Cio (The Pink Panther Theme)" | Henry Mancini                 | 0:59    |  |
| Duração total: | Duração total:                           | Duração total:                | 38:24   |  |

## Certificações
| País   | Provedor | Certificação | Vendas            |
| ------ | -------- | ------------ | ----------------- |
| Brasil | ABPD     | Ouro         | : mais de 100 mil |

## Créditos
Créditos dados pelo Discogs e pelo IMMUB.

### Músicos

#### Camisa de Vênus
- Marcelo Nova: Vocais
- Robério Santana: Baixo elétrico
- Karl Hummel: Guitarra base
- Gustavo Mullem: Guitarra solo
- Aldo Machado: Bateria

#### Músicos de apoio
- Manito: Teclado e Saxofone

### Ficha técnica
- Produtor executivo: Hélio Costa Manso
- Produtor musical: Reinaldo Barriga
- Arranjos: Camisa de Vênus
- Engenheiros de som: Darci Ferreira, Ely Bon Tempo, José Blondin e José Carlos Leitão
- Mixagem: Renaldo Maziero
- Capa: Rogério A. Rodriguez
- Ilustrações da capa: Marla Nova
- Fotos da contracapa: Nicolau Maximiuc Júnior
- Fotos da capa: Edson dos Santos
- Fotos adicionais: Marcelo Nova e Marla Nova